# Idrissa Touré
Idrissa Touré (Berlino, 29 aprile 1998) è un calciatore tedesco, centrocampista del Pisa.

## Biografia
È nato a Berlino da genitori guineani. Ha quattro fratelli.

## Caratteristiche tecniche
Touré è un centrocampista difensivo (molto forte fisicamente e abile ad inserirsi tra gli spazi) efficace nel contrastare gli avversari e recuperare la sfera. Impiegato spesso da mezzala destra, sotto la guida di Luca D'Angelo è stato utilizzato anche da trequartista, dimostrando anche, nonostante l'imponente stazza, un buon bagaglio tecnico

## Carriera

### Club
Muove i suoi primi passi nelle giovanili del TeBe Berlino, prima di passare al RB Lipsia nel 2015. Esordisce in prima squadra il 13 marzo 2016 contro il Monaco 1860. Il 18 gennaio 2017 viene tesserato dallo Schalke 04 II.
Dopo aver trascorso una stagione con il Werder Brema II, il 2 agosto 2018 viene ingaggiato dalla Juventus, che lo aggrega alla formazione riserve. Esordisce in Serie C il 26 agosto nel derby perso 2-0 contro il Novara. Il 27 giugno 2020 vince la Coppa Italia di Serie C. Il 3 settembre 2020 passa in prestito al Vitesse. Il 15 luglio 2021 firma un quadriennale con il Pisa. Esordisce in Serie B il 22 agosto in Pisa-SPAL (1-0).Il 18 settembre segna anche la sua prima rete, nel successo per 3-1 in casa del L.R. Vicenza.

### Nazionale
Ha giocato nelle nazionali giovanili tedesche Under-18 ed Under-19.

## Statistiche

### Presenze e reti nei club
Statistiche aggiornate al 13 maggio 2025.
| Stagione            | Squadra             | Campionato          | Campionato | Campionato | Coppe nazionali | Coppe nazionali | Coppe nazionali | Coppe continentali | Coppe continentali | Coppe continentali | Altre coppe | Altre coppe | Altre coppe | Totale | Totale |
| Stagione            | Squadra             | Comp                | Pres       | Reti       | Comp            | Pres            | Reti            | Comp               | Pres               | Reti               | Comp        | Pres        | Reti        | Pres   | Reti   |
| ------------------- | ------------------- | ------------------- | ---------- | ---------- | --------------- | --------------- | --------------- | ------------------ | ------------------ | ------------------ | ----------- | ----------- | ----------- | ------ | ------ |
| 2015-2016           | RB Lipsia II        | RL                  | 1          | 0          | -               | -               | -               | -                  | -                  | -                  | -           | -           | -           | 1      | 0      |
| 2015-2016           | RB Lipsia           | ZL                  | 1          | 0          | CG              | 0               | 0               | -                  | -                  | -                  | -           | -           | -           | 1      | 0      |
| 2016-gen. 2017      | RB Lipsia           | BL                  | 0          | 0          | CG              | 0               | 0               | -                  | -                  | -                  | -           | -           | -           | 0      | 0      |
| Totale Lipsia       | Totale Lipsia       | Totale Lipsia       | 1          | 0          |                 | 0               | 0               |                    | -                  | -                  |             | -           | -           | 1      | 0      |
| gen.-giu. 2017      | Schalke 04 II       | RL                  | 10         | 0          | -               | -               | -               | -                  | -                  | -                  | -           | -           | -           | 10     | 0      |
| 2017-2018           | Werder Brema II     | DL                  | 35         | 2          | -               | -               | -               | -                  | -                  | -                  | -           | -           | -           | 35     | 2      |
| 2018-2019           | Juventus U23        | C                   | 34         | 2          | CI-C            | 2               | 0               | -                  | -                  | -                  | -           | -           | -           | 36     | 2      |
| 2019-2020           | Juventus U23        | C                   | 25+2       | 1          | CI-C            | 7               | 1               | -                  | -                  | -                  | -           | -           | -           | 34     | 2      |
| Totale Juventus U23 | Totale Juventus U23 | Totale Juventus U23 | 59+2       | 3          |                 | 9               | 1               |                    | -                  | -                  |             | -           | -           | 70     | 4      |
| 2020-2021           | Vitesse             | ED                  | 20         | 1          | CO              | 2               | 0               | -                  | -                  | -                  | -           | -           | -           | 22     | 1      |
| 2021-2022           | Pisa                | B                   | 32+1       | 3          | CI              | 1               | 0               | -                  | -                  | -                  | -           | -           | -           | 34     | 3      |
| 2022-2023           | Pisa                | B                   | 29         | 3          | CI              | 1               | 0               | -                  | -                  | -                  | -           | -           | -           | 30     | 3      |
| 2023-2024           | Pisa                | B                   | 19         | 0          | CI              | 1               | 0               | -                  | -                  | -                  | -           | -           | -           | 20     | 0      |
| 2024-2025           | Pisa                | B                   | 33         | 6          | CI              | 2               | 0               | -                  | -                  | -                  | -           | -           | -           | 35     | 6      |
| Totale Pisa         | Totale Pisa         | Totale Pisa         | 113+1      | 12         |                 | 5               | 0               |                    | -                  | -                  |             | -           | -           | 119    | 12     |
| Totale carriera     | Totale carriera     | Totale carriera     | 239+3      | 18         |                 | 16              | 1               |                    | -                  | -                  |             | -           | -           | 258    | 19     |

## Palmarès

### Club

#### Competizioni nazionali
- Coppa Italia Serie C: 1

Juventus U23: 2019-2020